# 167341 Börzsöny
167341 Börzsöny è un asteroide della fascia principale. Scoperto nel 2003, presenta un'orbita caratterizzata da un semiasse maggiore pari a 2,7524170 UA e da un'eccentricità di 0,0226574, inclinata di 5,17870° rispetto all'eclittica.